# Ferrocarril de Veracruz al Istmo
El Ferrocarril de Veracruz al Istmo, también conocida como la Línea G, fue uno de los principales ferrocarriles previos a la nacionalización de México. Constituida en Virginia Occidental en 1898 como Ferrocarril de Veracruz al Pacífico, construyó una línea de Córdoba a Jesús Carranza del Ferrocarril Nacional de Tehuantepec, con un ramal de Veracruz a Tierra Blanca. El gobierno mexicano obtuvo el control en mayo de 1904 y organizó el Ferrocarril de Veracruz al Istmo para operar la propiedad en régimen de arrendamiento.
El control se transfirió a Ferrocarriles Nacionales de México, propiedad del gobierno, en 1910, y en noviembre de 1913 esa empresa se hizo cargo de la propiedad y las operaciones. Tras la privatización en la década de 1990, Ferrosur adquirió la antigua Veracruz al Istmo.
En 1997 fue privatizada la línea por el expresidente Ernesto Zedillo, finalizando de forma indefinidamente.
Actualmente es usada la infraestructura para la línea Z del Tren Interoceánico para el uso del servicio de carga y de pasajeros en el Istmo de Tehuantepec.